# Барбоса, Марсия
Марсия Барбоса (порт. Márcia Barbosa), полное имя Марсия Криштина Бернардиш Барбоса (порт. Márcia Cristina Bernardes Barbosa; род. 14 января 1960, Рио-де-Жанейро, Бразилия) — бразильский физик. Профессор Института физики Федерального университета Рио-Гранде-ду-Сул и член Бразильской академии наук. Специализируется на статистической механике. Работа учёной, в которой она предлагает объяснение существования аномалий в воде на основе потенциальных эффектов по двум шкалам, получила международное признание и была удостоена премии Л’Ореаль-ЮНЕСКО «Для женщин в науке» в 2013 году. С 2019 года является членом Всемирной академии наук.
В 2020 году была упомянута организацией ООН-женщины как одна из семи учёных, которые формируют мир. В марте 2020 года журнал «Форбс» назвал её одной из двадцати самых влиятельных женщин Бразилии.

## Биография
Родилась в Рио-де-Жанейро в семье военного электрика и домохозяйки. Окончила колледж Маршала Рондона в Каноасе. Переехала в Порту-Алегри. Защитила степени бакалавра и магистра в Федеральном университете Риу-Гранди-ду-Сул. Студенткой участвовала в демократических движениях против военной диктатуры в Бразилии. Защитив докторскую степень, два года проработала в исследовательской группе Майкла Фишера в Университете Мэриленда в США. Затем стажировалась в Бостонском университете. Вернувшись в Бразилию, получила постоянную должность в альма-матер; в настоящее время является профессором Института физики Федерального университета Риу-Гранди-ду-Сул.
В 2009 году была удостоена медали имени Дуайта Николсона от Американского физического общества. В 2013 году стала лауреатом премии Л’Ореаль-ЮНЕСКО «Для женщин в науке».